# Hurry On
Hurry On, född 7 maj 1913 i Förenade kungariket Storbritannien och Irland, död 1936, var ett obesegrat engelskt fullblod, mest känd för att ha segrat i St. Leger (1916) och Jockey Club Cup (1916). Han blev efter tävlingskarriären en väldigt inflytelserik avelshingst och avelsmorfader, som återupplivade Matchems blodslinje. Tränaren Fred Darling kallade Hurry On för den bästa häst han någonsin tränat.

## Bakgrund
Hurry On var en fuxhingst efter Marcovil och under Tout Suite (efter Sainfoin). Han föddes upp av William Murland och ägdes av James Buchanan. Han tränades under tävlingskarriären av Fred Darling.
Hurry On tävlade under säsongen 1916, då han var tre år. Han tog 6 segrar på lika många starter, och sprang under tävlingskarriären in totalt 3 248 GBP. Han tog karriärens största segrar i St. Leger (1916) och Jockey Club Cup (1916)

## Karriär
Hurry On var sent utvecklad eftersom han föddes den 7 maj. Han tävlade därför inte som tvååring, och deltog heller inte i Epsom Derby. Han var däremot obesegrad i alla sina sex starter som treåring, på distanser från 8 till 14 furlongs.

### Som avelshingst
Hurry On blev far till Epsom Derby-vinnaren Captain Cuttle från det första stoet han betäckte som avelshingst. Han blev utsedd till ledande avelshingst i Storbritannien och Irland (1926), året då hans avkomma Coronach segrade i Epsom Derby. Sin tredje Derbyvinnare fick Hurry On i Call Boy, såväl som två Epsom Oaks-vinnare, Pennycomequick och Toboggan, och två 1 000 Guineas-vinnare, Plack och Cresta Run. 1921 var hans avelsavgift 200 guineas.
Dessa söner till Hurry On födde ytterligare stakesvinnare:
- Captain Cuttle (GB) 1919, exporterad till Italien
- Coronach (GB) 1923, blev far till två vinnare av Derby Italiano innan han gavs bort och exporterades till Nya Zeeland, där han blev framgångsrik som avelshingst.[6]
- Defoe (GB) 1926, framgångsrik avelshingst i Nya Zeeland
- Excitement (IRE) 1927, framgångsrik avelshingst i Australien. Far till bland annat Russia som segrade i Melbourne Cup
- Hunting Song (IRE) 1919, ledande avelshingst i Nya Zeeland sex år i rad
- Precipitation, framgångsrik tävlingshäst som bibehöll Matchems blodslinje
- Roger De Busli (GB) 1920, exporterad till Australien, där han blev far till bland annat Rogilla som segrade i Sydney Cup

Hurry Ons döttrar producerade sju vinnare av klassiska löpningar, bland annat Court Martial. Detta ledde till att han blev ledande avelsmorfader i Storbritannien och Irland 1938, 1944 och 1945.

## Stamtavla
| Efter Marcovil 1903   | Marco 1892          | Barcaldine  | Solon                     |
| Efter Marcovil 1903   | Marco 1892          | Barcaldine  | Ballyroe                  |
| Efter Marcovil 1903   | Marco 1892          | Novitiate   | Hermit                    |
| Efter Marcovil 1903   | Marco 1892          | Novitiate   | Retty                     |
| Efter Marcovil 1903   | Lady Villikins 1885 | Hagioscope  | Speculum                  |
| Efter Marcovil 1903   | Lady Villikins 1885 | Hagioscope  | Sophia                    |
| Efter Marcovil 1903   | Lady Villikins 1885 | Dinah       | Hermit                    |
| Efter Marcovil 1903   | Lady Villikins 1885 | Dinah       | The Ratcatcher's Daughter |
| Undan Tout Suite 1904 | Sainfoin 1887       | Springfield | St. Albans                |
| Undan Tout Suite 1904 | Sainfoin 1887       | Springfield | Viridis                   |
| Undan Tout Suite 1904 | Sainfoin 1887       | Sanda       | Wenlock                   |
| Undan Tout Suite 1904 | Sainfoin 1887       | Sanda       | Sandal                    |
| Undan Tout Suite 1904 | Star 1887           | Thurio      | Cremorne                  |
| Undan Tout Suite 1904 | Star 1887           | Thurio      | Verona                    |
| Undan Tout Suite 1904 | Star 1887           | Meteor      | Thunderbolt               |
| Undan Tout Suite 1904 | Star 1887           | Meteor      | Duty (Family: 2-d)        |